# Alpina pseudonoricana
Alpina pseudonoricana là một loài bướm đêm trong họ Geometridae.